# Engagement libertaire de Georges Brassens
Pour un article plus général, voir Georges Brassens.
Georges Brassens, militant libertaire, est adhérent à la Fédération anarchiste entre 1946 et 1948.
Durant cette période, il contribue au journal Le Libertaire sous divers pseudonymes.
Depuis les années 1950, ses chansons sont un puissant vecteur de diffusion des idées anarchistes.

## Le journaliste militant

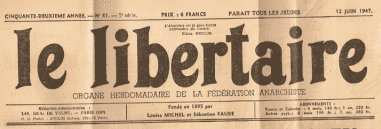
Le Libertaire, 12 juin 1947.

En 1946, six ans après son installation à Paris, Georges Brassens lance Le Cri des Gueux, publication qui ne connaît qu'un seul numéro.
Durant cette période, il rencontre des militants libertaires dont le peintre Marcel Renot et le poète Armand Robin. Il lit Bakounine, Proudhon et Kropotkine.
Au début de 1946, il envoie un article anonyme au Libertaire. Agréablement surpris de le voir publié, il vient frapper à la porte de la Fédération anarchiste, au 145, quai de Valmy, à Paris.
C’est en mai 1946 qu'il adhère à la Fédération anarchiste, dont il est membre jusqu'en 1948.
Il s’y lie notamment avec Marcel Lepoil et Henri Bouyé qui repèrent son talent littéraire et lui proposent rapidement le secrétariat de rédaction du Libertaire.
En 1946-1947, il signe une chronique régulière dans Le Libertaire (aujourd'hui Le Monde libertaire) sous les pseudonymes de Géo Cédille, Gilles Colin, Charles Brenns, Georges, Charles Malpayé, ou encore Pépin Cadavre. Il y exerce également un emploi non rémunéré de correcteur.
On retrouve dans ces textes, les thèmes qui, par la suite, reviendront dans ses chansons : l'anticléricalisme (« Au pèlerinage de Lourdes [chez les marchands de foi] », le 13 septembre 1946), la défiance à l'égard de la police (« Vilains propos sur la maréchaussée », le 20 septembre 1946), l'anti-patriotisme (« Idée de patrie : bouée du capitalisme », le 11 octobre 1946), l'anti-militarisme (« Au sujet de la bombe atomique », le 4 octobre 1946), l'opposition au stalinisme (« Aragon a-t-il cambriolé l’Église de Bon-Secours ? », le 18 octobre 1946) ou encore de la critique de la justice et de la magistrature (« Le scandale de la justice », le 1er novembre 1946).
Il quitte le secrétariat de rédaction du Libertaire le 6 janvier 1947, officiellement pour « raisons de santé » et est remplacé par André Prudhommeaux. Dès lors, à une ou deux exceptions près, il n’écrit plus dans ce journal.
Il collabore, par ailleurs, au bulletin de la Confédération nationale du travail.
Il continue à militer à la Fédération anarchiste au moins jusqu'en avril 1948, date où il est secrétaire du groupe du 15e arrondissement de Paris. Il conserve, par la suite, de nombreuses amitiés dans l’organisation, notamment celles d’Henri Bouyé, de Maurice Joyeux et de Georges Fontenis.
S'il abandonne le militantisme actif, il participe durant les années qui suivent à des galas de soutien à la presse libertaire. En lien avec Suzy Chevet, il chante à plusieurs reprises pour le Groupe Louise Michel de la Fédération anarchiste, puis pour le gala du Monde libertaire. Il soutient également la Fédération communiste libertaire qui peut, grâce à son aide financière, s’installer en mars 1954 dans un local au 79, rue Saint-Denis, à Paris. Il participe à un récital contre la peine de mort, le 30 octobre 1972, avec Léo Ferré.
En 1977, il participe au disque Chant pour les enfants du Chili en soutien aux actions du Secours populaire français au Chili (financement des cantines populaires),. 

## Le poète auteur-compositeur-interprète

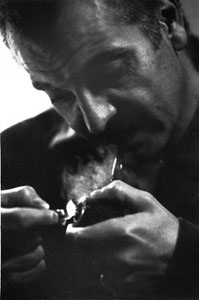
Georges Brassens en 1964.

C’est surtout par les textes de ses chansons qu’il contribue ensuite à la diffusion de ses idées libertaires.
Ses chansons demeurent un puissant vecteur de diffusion libertaire depuis les années 1950 : l'union libre avec La Non-demande en mariage, la défiance à l'égard de la police et de la justice avec Hécatombe et Le Gorille, le pacifisme avec Les Patriotes, La Guerre de 14-18, Les Deux Oncles. Sa philosophie anarchiste s'exprime dans La Mauvaise Herbe, Mourir pour des idées, La Mauvaise Réputation.
Brassens précise la nature de son anarchisme dans un entretien à la revue individualiste de Pierre Jouventin, Égo, en avril 1970 : « C’est pour moi une philosophie et une morale dont je me rapproche le plus possible dans la vie de tous les jours, j’essaie de tendre vers l’idéal. L’anarchisme, ce n’est pas seulement de la révolte, c’est plutôt un amour des hommes. La révolte n’est pas suffisante, ça peut mener à n’importe quoi, au fascisme même. ».
Brassens se disait « anarchiste au point de toujours traverser dans les clous afin de n’avoir pas à discuter avec la maréchaussée », sauf à devenir « l’amant de la femme d’un flic ».

### Antimilitarisme
- En 1952, Georges Brassens dans La Mauvaise Réputation évoque « son lit douillet », préféré à la « musique qui marche au pas » du défilé du 14-Juillet. Il s’explique sur son antimilitarisme, le 14 mars 1975, sur le plateau d’« Apostrophes » : « Je suis devenu antimilitariste parce que très jeune j'ai détesté la discipline », « J'aime la France, pas la patrie », jugeant que dans la Marseillaise, « la musique est pas mal, mais les paroles très discutables »[9].

## Citation
Le terme « anarchie » n'apparaît que dans une seule chanson de Brassens, Hécatombe.
Frénétique l'une d'elles attache

Le vieux maréchal des logis

Et lui fait crier : Mort aux vaches

Mort aux lois, vive l'anarchie !

## Exposition
- Brassens ou la liberté, Cité de la musique, 15 mars-21 août 2011[10].

### Médiagraphie

#### Travaux universitaires
- Nicolas Six, Brassens et la politique, mémoire de DEA de sciences politiques, Lille-II, 2003, texte intégral.

#### Articles
- Philippe Corcuff, Georges Brassens ou la fragilité libertaire, Médiapart, 20 mai 2011, texte intégral.
- Henri Bouyé, Brassens et les anarchistes, Le Libertaire, no 6, janvier 1971.
- Maurice Joyeux, Sous les plis du drapeau noir, Le Monde libertaire, 1988.
- Fabrice Magnone, « Georges Brassens, masculin singulier », Raforum, s.d., texte intégral.
- Franck Nouchi, « Le regard de Georges Brassens : un libertaire au cœur gros comme ça », Le Monde.fr,‎ 29 octobre 2013 (ISSN 1950-6244, lire en ligne).
- Olivier Maison, Gare encore à Brassens, Marianne, 21 octobre 2006, [lire en ligne].
- (it) Alessio Lega, Georges Brassens: l'individuo, la libertà, l'anarchia, Milan, A/Rivista Anarchica, no 371, 2012, pp. 41–102, notice.

#### Radio
- Georges Brassens, Jacques Brel, Léo Ferré, Que pensez-vous de l'anarchie ?, Rock'n Folk, RTL, 6 janvier 1969, écouter en ligne.
- François-René Cristiani, Brel, Brassens, Ferré : trois hommes dans un salon : retranscription de leur conversation diffusée sur RTL, le 6 janvier 1969, Paris Brézolles, Fayard, 2003, 76 p. (ISBN 978-2-213-61671-1).

#### Notices
- Dictionnaire biographique du mouvement ouvrier français, « Le Maitron » : notice biographique.
- Dictionnaire des anarchistes : notice biographique.
- L'Éphéméride anarchiste : notice biographique.
- Centre international de recherches sur l'anarchisme (Lausanne) : notice bibliographique.
- RA.forum : notice bibliographique.
- (es) Juan Manuel Roca et Iván Darío Álvarez Escobar, Diccionario anarquista de emergencia, Bogota, Norma Editorial, 2008,, 276 p. (ISBN 978-958-45-0772-3, lire en ligne), p. 196-197.